# Episodi di Hannibal (terza stagione)
La terza e ultima stagione della serie televisiva Hannibal, composta da 13 episodi, è stata trasmessa in prima visione negli Stati Uniti d'America dal 4 giugno al 29 agosto 2015 sul canale televisivo NBC, subendo dal settimo episodio un cambio di programmazione dal giovedì al sabato.
In Italia la stagione è stata pubblicata sul servizio di video streaming Infinity il 2 gennaio 2016, come riportato dal blog ufficiale della piattaforma. Dal 6 gennaio, la serie viene trasmessa anche da Premium Crime, canale a pagamento di Mediaset Premium, ogni mercoledì alle 21:15 con un doppio episodio. In chiaro è trasmessa da Top Crime dal 14 ottobre 2016.
| nº | Titolo originale                      | Titolo italiano              | Prima TV USA   | Pubblicazione Italia |
| -- | ------------------------------------- | ---------------------------- | -------------- | -------------------- |
| 1  | Antipasto                             | Antipasto                    | 4 giugno 2015  | 2 gennaio 2016       |
| 2  | Primavera                             | Primavera                    | 11 giugno 2015 | 2 gennaio 2016       |
| 3  | Secondo                               | Secondo                      | 18 giugno 2015 | 2 gennaio 2016       |
| 4  | Aperitivo                             | Aperitivo                    | 25 giugno 2015 | 2 gennaio 2016       |
| 5  | Contorno                              | Contorno                     | 2 luglio 2015  | 2 gennaio 2016       |
| 6  | Dolce                                 | Dolce                        | 9 luglio 2015  | 2 gennaio 2016       |
| 7  | Digestivo                             | Digestivo                    | 18 luglio 2015 | 2 gennaio 2016       |
| 8  | The Great Red Dragon                  | Il Grande Drago Rosso        | 25 luglio 2015 | 2 gennaio 2016       |
| 9  | ...And the Woman Clothed with the Sun | E la donna vestita di sole   | 1º agosto 2015 | 2 gennaio 2016       |
| 10 | ...And the Woman Clothed in Sun       | E la donna vestita col sole  | 8 agosto 2015  | 2 gennaio 2016       |
| 11 | ...And the Beast from the Sea         | E la bestia venuta dal mare  | 15 agosto 2015 | 2 gennaio 2016       |
| 12 | The Number of the Beast is 666        | Il numero della bestia è 666 | 22 agosto 2015 | 2 gennaio 2016       |
| 13 | The Wrath of the Lamb                 | L'ira dell'agnello           | 29 agosto 2015 | 2 gennaio 2016       |

## Antipasto
- Titolo originale: Antipasto
- Diretto da: Vincenzo Natali

Gillian Anderson, interprete di Bedelia Du Maurier

- Scritto da: Bryan Fuller & Steve Lightfoot

### Trama
Dopo il sanguinoso scontro con cui si è conclusa la precedente stagione, Hannibal Lecter inizia una nuova vita stabilendosi in Italia insieme alla sua psichiatra Bedelia Du Maurier.
- Special guest star: Eddie Izzard (Dr. Abel Gideon).
- Guest star: Tom Wisdom (Anthony Dimmond), Rinaldo Rocco (Professor Sogliato), Jeremy Crutchley (Dr. Roman Fell), Zachary Quinto (Neal Frank).
- Altri interpreti: Catherine Tait (Mrs. Fell), Toni Ellwand (Mrs. Albizzi), David Calderisi (Mr. Albizzi).
- Ascolti USA: 2 570 000[3]

## Primavera
- Titolo originale: Primavera
- Diretto da: Vincenzo Natali
- Scritto da: Jeff Vlaming

### Trama
Will Graham si sveglia dal coma e comincia a mettere insieme gli eventi che hanno avuto luogo dopo il massacro a casa di Hannibal Lecter.
- Guest star: Fortunato Cerlino (ispettore Rinaldo Pazzi), Kacey Rohl (Abigail Hobbs).
- Altri interpreti: Anthony Massullo (poliziotto Lamanna), Davide D'Izzia (ispettore Donaggio), Dwight Ireland (dottore), Paul Sturino (poliziotto).
- Ascolti USA: 1 660 000[4]

## Secondo
- Titolo originale: Secondo
- Diretto da: Vincenzo Natali
- Scritto da: Angelina Burnett, Bryan Fuller & Steve Lightfoot

### Trama
Will Graham alla ricerca di Hannibal Lecter si reca in Lituania nella casa di infanzia dello psichiatra dove troverà un nuovo alleato per la sua ricerca in Chiyoh, la ex assistente della zia di Lecter. Jack Crawford arrivato a Palermo in cerca di Will ha una conversazione con l'ispettore Pazzi su Lecter. Hannibal e Du Maurier a Firenze continuano a parlare di Graham e del fatto che Lecter stia attirando a sé Graham e Crawford.
- Guest star: Rinaldo Rocco (professor Sogliato), Fortunato Cerlino (ispettore Rinaldo Pazzi), Tao Okamoto (Chiyo), Julian Richings (uomo in gabbia).
- Altri interpreti: David Calderisi (mr. Albizzi), Toni Ellwand (mrs. Albizzi).
- Ascolti USA: 1 690 000[5]

## Aperitivo
- Titolo originale: Aperitivo
- Diretto da: Marc Jobst
- Scritto da: Nick Antosca, Bryan Fuller & Steve Lightfoot

### Trama
Frederick Chilton, sopravvissuto al colpo di pistola che lo aveva centrato in pieno volto, incontra Mason Verger per discutere di Lecter e della cospicua taglia sulla testa dello psichiatra. Successivamente Chilton incontra, senza esiti positivi, prima Graham e poi Crawford per proporre loro di collaborare alla cattura di Lecter. Graham confessa a Crawford di aver chiamato Lecter per farlo fuggire perché lo considerava un amico e perché voleva scappare con lui. Bella, malata da tempo, muore e al funerale Crawford nota la lettera di condoglianze inviatagli da Lecter. Verger chiede al suo medico Dr. Cordell Doemling di cominciare ad organizzare le cose per far sì che Lecter venga mangiato vivo. Alana Bloom, rimasta claudicante in seguito alle ferite riportate a casa di Lecter, diventa la terapeuta personale di Mason Verger e durante un colloquio con quest'ultimo rivela di volerlo aiutare nel suo piano su Lecter.
- Guest star: Joe Anderson (Mason Verger), Gina Torres (Bella Crawford), Raúl Esparza (Dr. Frederick Chilton), Katharine Isabelle (Margot Verger), Glenn Fleshler (Dr. Cordell Doemling), Kacey Rohl (Abigail Hobbs).
- Altri interpreti: Dwight Ireland (Dottore).
- Ascolti USA: 1 460 000[6]

## Contorno
- Titolo originale: Contorno
- Diretto da: Guillermo Navarro
- Scritto da: Tom de Ville, Bryan Fuller & Steve Lightfoot

### Trama
Graham intuisce dove si trova Lecter e si mette in viaggio in treno con Chiyoh verso Firenze, quando la donna senza una ragione apparente lo scaraventa fuori dal vagone in corsa. Crawford anche lui nella città toscana, dopo aver disperso le ceneri della moglie nel fiume Arno, incontra l'ispettore Pazzi e consorte. Bloom rivela a Verger che conoscendo i gusti sofisticati di Lecter è riuscita a risalire al luogo in cui si nasconde lo psichiatra. Pazzi deciso a incassare la taglia su Lecter dopo aver contattato Verger, si reca nel palazzo dove lo psichiatra sta preparando una mostra. Lecter intuite le intenzioni dell'ispettore lo aggredisce e lo uccide legandogli una corda intorno al collo e lanciandolo da una finestra dopo avergli tagliato lo stomaco. Nel medesimo istante sopraggiunge Crawford mossosi alla ricerca dell'ispettore. Ne segue una lotta nella quale Lecter ne rimane gravemente ferito riuscendo però a sfuggire.
- Guest star: Joe Anderson (Mason Verger), Fortunato Cerlino (Ispettore Rinaldo Pazzi), Tao Okamoto (Chiyo), Mía Maestro (Allegra Pazzi).
- Ascolti USA: 1 290 000[7]

## Dolce
- Titolo originale: Dolce
- Diretto da: Vincenzo Natali
- Scritto da: Don Mancini, Bryan Fuller & Steve Lightfoot

### Trama
Will arriva a Firenze, dove incontra Jack e discutono su come procedere nella ricerca di Lecter. La loro prima tappa è la casa dove abitava con l'identità del dottor Fell. Nell'abitazione però incontrano solo la Du Maurier che alterata dalla assunzione di droghe sostiene con determinazione la sua identità di signora Fell. Dopo che i notiziari diffondono la notizia dell'uccisione dell'ispettore Pazzi, Alana suggerisce che possono avere bisogno di un intero reparto di polizia per proseguire la caccia a Lecter e Margot si attiva per prendere accordi. Un ispettore della Questura di Firenze interroga la Du Maurier e alla fine sembrano trovare un accordo che scagioni la donna a patto che questa riveli dove si trova Lecter. Will incontra Hannibal agli Uffizi. I due uomini hanno una discussione civile, ma quando escono Will tira fuori un coltello per uccidere Lecter. Prima che possa farlo, Chiyoh gli spara da un tetto vicino con un fucile da cecchino. Lecter porta Will in un altro nascondiglio. Jack riesce a risalire a quest'ultimo, ma Lecter lo aggredisce e lo lega a una sedia del tavolo da pranzo. Comincia a praticare nella testa di Will un'incisione con un seghetto chirurgico con l'intenzione di divorarne il contenuto. Non riesce a proseguire nell'operazione. Sia lui che Will si ritrovano legati nella fattoria di Verger.
- Guest star: Joe Anderson (Mason Verger), Fortunato Cerlino (Ispettore Rinaldo Pazzi), Giorgio Lupano (Ispettore), Katharine Isabelle (Margot Verger), Glenn Fleshler (Dr. Cordell Doemling), Tao Okamoto (Chiyo).
- Ascolti USA: 1 380 000[8]

## Digestivo
- Titolo originale: Digestivo
- Diretto da: Adam Kane
- Scritto da: Bryan Fuller & Steve Lightfoot

### Trama
Mentre Hannibal si accinge a tagliare la testa di Will, irrompono i poliziotti corrotti da Verger, che intendono portarli via e uccidere Jack, per farlo passare come l'ultima vittima dello psichiatra. Ancora una volta però interviene Chiyo, che dopo essersi fatta dare l'indirizzo della fattoria Verger libera Jack. Hannibal e Will si risvegliano e vengono informati dei piani che Mason ha per loro: con l'aiuto di Cordell, intende cibarsi pezzo per pezzo del primo e farsi innestare il volto del secondo. Mentre i due si accingono a preparare l'operazione, Alana e Margot raggiungono Hannibal, marchiato e legato in un recinto per maiali. Ancora una volta il dottore esorta Margot ad uccidere il fratello, promettendole di assumersi la responsabilità dell'omicidio una volta libero; promette inoltre ad Alana di salvare Will. Le due si mettono in cerca della "madre surrogata" promessa da Mason, e trovano una scrofa incinta del bambino di Margot, però morto. Mason si risveglia, ma il nuovo volto che si ritrova non è quello di Will, bensì quello di Cordell: spaventato, chiama aiuto, ed arrivano Margot e Alana. Le due lo informano della fuga di Hannibal e Will e del fatto che, dato che il dottore aveva provveduto a spiegare come procurarsi il suo sperma con un pungolo da bestiame, non hanno più bisogno di lui; Margot aggredisce il fratello e lo getta nella vasca dell'anguilla, che si fa strada in lui dalla bocca e lo uccide. Nel frattempo Hannibal ha riportato a casa Will, dopo aver incontrato e ringraziato Chiyo per avergli coperto le spalle ancora una volta. I due parlano per un'ultima volta, e Will dice ad Hannibal di non avere più intenzione di cercarlo né di sapere dov'è: gli dà dunque l'addio. Jack e l'FBI arrivano a casa di Will, che li informa della fuga di Hannibal: questi però decide di consegnarsi spontaneamente, in modo che l'amico sappia sempre "dove è e dove può trovarlo". Chiyo fugge nel bosco.
- Guest star: Joe Anderson (Mason Verger), Katharine Isabelle (Margot Verger), Tao Okamoto (Chiyo), Glenn Fleshler (Dr. Cordell Doemling), Giorgio Lupano (Ispettore).
- Altri interpreti: Phillip Samuel (Guardia del corpo di Verger).
- Ascolti USA: 972 000[9]

## Il Grande Drago Rosso
- Titolo originale: The Great Red Dragon
- Diretto da: Neil Marshall
- Scritto da: Nick Antosca & Steve Lightfoot

### Trama
Francis Dolarhyde ossessionato dai dipinti del Grande Drago Rosso di William Blake inizia a plasmare se stesso in una versione di queste rappresentazioni, arrivando ad acquistare una protesi dentaria su misura. Tre anni dopo il suo arresto Lecter dichiarato pazzo è internato in un manicomio, Bloom è a capo della stessa struttura in cui è rinchiuso Hannibal mentre Chilton nel frattempo è divenuto un autore di best seller sulle gesta criminali di Lecter. Will Graham vive una vita tranquilla e appartata con la moglie Molly e il figlio undicenne di lei fin quando Crawford gli propone di aiutarlo nelle indagini sulle uccisioni di Dolarhyde, ribattezzato dalla stampa la Fatina dei denti. Will inizialmente riluttante accetta la collaborazione dopo l'incoraggiamento di Molly e si mette in viaggio per Buffalo, New York, dove è stata uccisa la prima famiglia. Graham dopo aver ricostruito le uccisioni nella sua mente incontra Crawford e gli rappresenta che deve incontrare Lecter per recuperare lo stato mentale che gli consentirà di catturare il killer prima che colpisca una nuova famiglia.
- Guest star: Richard Armitage (Francis Dolarhyde), Raúl Esparza (Dr. Frederick Chilton), Nina Arianda (Molly Graham).
- Altri interpreti: Gabriel Browning Rodriguez (Walter), Nola Martin (Mrs. Leeds), Blair Johannes (Mr. Leeds), Peter Spence (Mr. Lombard), Devon Phillipson (Ragazzo dei Leeds 1), Gabriel Varga-Watt (Ragazzo dei Leeds 2).
- Ascolti USA: 958 000[10]

## E la donna vestita di sole
- Titolo originale: ...And the Woman Clothed with the Sun
- Diretto da: John Dahl
- Scritto da: Jeff Vlaming, Helen Shang, Steve Lightfoot & Bryan Fuller

### Trama
Graham incontra Lecter nella struttura in cui è rinchiuso per chiedergli aiuto sugli omicidi di Dolarhyde. Hannibal accetta di leggere i dossier e discutere del caso, affermando che è disposto ad aiutare Will in quanto è uno di famiglia. In attesa che Lecter legga i fascicoli degli omicidi, Graham ha una conversazione con Bloom, dove lei rivela che sta ancora con Margot e che hanno un bambino, l'unico erede del patrimonio Verger. Nonostante la fortuna che tale discendenza le assicura, Bloom spiega che ha accettato la direzione del manicomio per assicurarsi che Lecter vi rimanga rinchiuso e che non riesca ad evadere. Lecter inizia ad analizzare gli omicidi di Dolarhyde avanzando ipotesi sul fatto che l'autore sia sfigurato e alla continua ricerca di una famiglia per fuggire da ciò che è dentro di lui e che senta di avere un rapporto speciale con la Luna. Bloom visita Lecter, affermando che ancora non ha capito quali siano le sue intenzioni nei confronti di Graham e lo avverte che arriverà a portargli via la dignità, l'unica cosa la cui mancanza lo spaventi davvero. Dolarhyde mentre guarda le immagini delle sue vittime in un filmato girato da lui stesso comincia a contorcersi dal dolore ed ha una allucinazione in cui gli cresce una coda come quella del Grande Drago Rosso.
Dolarhyde nel laboratorio di sviluppo pellicole incontra Reba McClane, una donna cieca, che accetta di aiutarlo nello sviluppo di pellicole ad infrarosso. Con uno stratagemma Dolarhyde riesce a telefonare a Lecter dove gli esprime la gioia per l'interessamento che sta ricevendo e gli rivela che la cosa più importante è quello che sta diventando: un enorme drago rosso.
- Guest star: Richard Armitage (Francis Dolarhyde), Rutina Wesley (Reba McClane), Nina Arianda (Molly Graham), Lara Jean Chorostecki (Freddie Lounds), Kacey Rohl (Abigail Hobbs).
- Altri interpreti: Vladimir Jon Cubrt (Garret Jacob Hobbs), Cheryl Poirier (Mrs. Jacobi), Jerry Getty (Mr. Jacobi), Nicky Cappella (Ragazzo dei Jacobi), Saige Aurora (Ragazza dei Jacobi), Trudy Weiss (Nonna di Dolarhyde), Alana Bridgewater (Inserviente), Devan Cohen (Francis Dolarhyde da giovane).
- Ascolti USA: 1 024 000[11]

## E la donna vestita col sole
- Titolo originale: ...And the Woman Clothed in Sun
- Diretto da: Guillermo Navarro
- Scritto da: Don Mancini & Bryan Fuller

### Trama
Dolarhyde dopo aver manomesso una centralina telefonica riesce a contattare l'ospedale statale di Baltimora spacciandosi per l'avvocato di Lecter. Durante il breve colloquio tra i due ha una allucinazione in cui al termine di una seduta si trasforma in un drago. Dolarhyde nello studio veterinario di uno zoo fa provare a McClane la sensazione di toccare una tigre. Dopo aver passato la notte insieme, al risveglio Dolarhyde si accorge che McClane non c'è. In preda al panico, corre nella stanza con la copia del dipinto, dove riceve un messaggio, che lo tramortisce, di rendere McClane la sua prossima vittima. Lecter chiede di chiamare il suo avvocato, ma poi provocando un contatto nella cornetta riesce a contattare l'ufficio di Chilton e, fingendosi un dirigente editoriale, riesce ad ottenere l'indirizzo di Graham. Du Maurier racconta a Graham di una seduta con un paziente che le aveva rivelato che sotto le cure di Lecter la sua condizione di salute era gravemente peggiorata e che dopo un trattamento di fototerapia per poco non soffocava con la sua stessa lingua. Quando la Du Maurier gli suggerì di assumere gli stessi medicinali che Lecter gli aveva prescritto e che lui aveva rifiutato, iniziò ad accusarla di essere contorta quanto Hannibal e in un eccesso di rabbia cominciò a soffocare. Du Maurier nel tentativo di liberargli le vie respiratorie gli infilò un avambraccio in gola, soffocandolo. Du Maurier afferma che una delle cose che ha imparato da Lecter è l'alchimia di bugie e verità che ha portato Graham a credere di essere un assassino. La psichiatra chiede a Graham se pensa di poter salvare Dolarhyde dopo aver fallito con Lecter e gli suggerisce che la prossima volta che avrà l'istinto di aiutare qualcuno, dovrebbe prendere in considerazione di schiacciarlo se vuole risparmiarsi le conseguenze che ha subito dal tentativo di salvare Hannibal. Dolarhyde si reca nel museo in cui è conservata la copia originale del "Grande drago rosso e la donna vestita col sole" di William Blake. Una volta nella stanza in cui è custodito l'acquarello tramortisce l'addetta del museo e inizia a mangiarlo. Graham, su suggerimento di Lecter, si reca anche lui al museo per vedere il dipinto. Quando viene a sapere che un altro visitatore si trova lì per lo stesso motivo si insospettisce. Non fa in tempo a scorgere Dolaryde nascosto nell'ascensore per fuggire dal museo, che viene afferrato da quest'ultimo e gettato a terra.
- Guest star: Richard Armitage (Francis Dolarhyde), Rutina Wesley (Reba McClane), Zachary Quinto (Neal Frank).
- Altri interpreti: Alana Bridgewater (Inserviente), Helen Taylor (Docente), Nicholas Rice (Guida turistica), Mio Adilman (Dentista).
- Ascolti USA: 1 012 000[12]

## E la bestia venuta dal mare
- Titolo originale: ...And the Beast from the Sea
- Diretto da: Michael Rymer
- Scritto da: Bryan Fuller & Steve Lightfoot

### Trama
Graham, Bloom e Crawford analizzano gli eventi accaduti al museo e Will ipotizza che Lecter conosca Dolarhyde e che forse questo sia stato un suo paziente. Dolarhyde in una allucinazione ha una seduta con Lecter in cui rivela che il Drago per la prima volta gli ha parlato e che ora vuole Reba McClane ma lui non ha intenzione di sacrificarla. Lecter suggerisce di placare il Drago dandogli un'altra vittima, la famiglia di Graham. Molly e Walter portano i cani dal veterinario dopo che sono rimasti avvelenati dal mangiare ma non ne informano Will e trascurano un avviso al pubblico dell'FBI che chiede di segnalare ogni tipo di mutilazione arrecata ad animali domestici. Graham chiede a Lecter di dirgli chi è Dolarhyde, in modo che possano salvare la prossima famiglia; Lecter risponde che non sa chi è l'assassino e chiede a Graham se quando chiude gli occhi è la sua famiglia che vede come il prossimo obiettivo. Dolarhyde si reca alla residenza dei Graham per uccidere Molly e Walter ma i due riescono a sfuggirgli anche se Molly rimasta ferita viene ricoverata in ospedale. Bloom e Crawford dicono a Lecter che sanno che è riuscito a parlare con Dolarhyde e gli chiedono di collaborare per cercare di identificarlo la prossima volta che chiama. Nella sua abitazione Dolaryde ha una allucinazione in cui lotta contro il Drago. Questo fatto lo convince a recarsi al laboratorio di McClane per interrompere la loro relazione confessando a Reba che lo fa perché ha paura di farle del male. Dolaryde chiama Lecter, con Crawford e Bloom in ascolto, e gli dice che teme che se non sarà forte quanto il Drago questo ucciderà Reba. Lecter gli dice che li stanno ascoltando e chiude la telefonata. Quando Molly si sveglia, Graham è li ma è ancora scossa per quello che le è successo. Will va da Lecter e gli dice che non ne può più di “voi pazzi figli di puttana”. Lecter rivela che ha dato l'indirizzo di casa Graham a Dolarhyde e che questi brama il cambiamento. Alla fine della conversazione Lecter chiede a Graham se anche lui desideri il cambiamento.
- Guest star: Richard Armitage (Francis Dolarhyde), Rutina Wesley (Reba McClane), Nina Arianda (Molly Graham).
- Altri interpreti: Gabriel Browning Rodriguez (Walter), Trudy Weiss (Nonna di Dolarhyde), Alana Bridgewater (Inserviente), Scott Anderson (Necroforo).
- Ascolti USA: 1 031 000[13]

## Il numero della bestia è 666
- Titolo originale: The Number of the Beast is 666
- Diretto da: Guillermo Navarro
- Scritto da: Jeff Vlaming, Angela Lamanna, Bryan Fuller & Steve Lightfoot

### Trama
Graham in una seduta con Du Maurier rivela che sta avendo visioni di se stesso che uccide la propria famiglia alla maniera di Dolarhyde. Du Maurier risponde che Lecter gli ha concesso tre anni per farsi una famiglia così che potesse portargliela via e che lo eccita vederlo in quello stato. Graham chiede se Lecter è innamorato di lui. Du Maurier risponde affermativamente e chiede se anche lui prova lo stesso per Lecter. Graham, Bloom, e Crawford escogitano un piano per adescare Dolarhyde attraverso Chilton e Lounds. Chilton visita Lecter e lo rimprovera per avere confutato il suo lavoro attraverso una serie di articoli pubblicati sulla rivista medica di psichiatria. Il piano escogitato per adescare Dolarhyde prevede che Lound pubblicherà sul giornale scandalistico per cui scrive una intervista di Chilton e Graham in cui verranno espressi commenti offensivi su di lui. Al termine dell'intervista viene scattata una fotografia di Graham e Chilton. Mentre Graham e Crawford delineano il piano per la cattura di Dolarhyde questi rapisce Chilton. Lo incolla su una sedia di legno e inizia a tormentarlo verbalmente per le dichiarazioni espresse nell'intervista. Dolarhyde gli mostra le diapositive del grande drago rosso, delle vittime e infine la foto scattata per attirarlo. Dolarhyde gli chiede se è pronto a raccontare la verità su di lui e gli promette di liberarlo ma solo dopo aver fatto un filmato in cui confuti le sue accuse. Al termine Dolarhyde indossa la protesi dentaria e con un morso strappa le labbra di Chilton che fa poi recapitare a Lecter in una busta. Graham e Crawford visitano Chilton in ospedale, ridotto in fin di vita dopo che Dolarhyde lo ha dato alle fiamme. Chilton accusa Graham di avergli teso una trappola e rivela di aver visto una donna nera cieca con Dolarhyde. McClane imbavagliata e legata viene portata da Dolarhyde nella sua abitazione dove le rivela di essere il Grande Drago Rosso.
- Guest star: Richard Armitage (Francis Dolarhyde), Rutina Wesley (Reba McClane), Nina Arianda (Molly Graham), Raúl Esparza (Dr. Frederick Chilton), Lara Jean Chorostecki (Freddie Lounds).
- Ascolti USA: 785 000[14]

## L'ira dell'agnello
- Titolo originale: The Wrath of the Lamb
- Diretto da: Michael Rymer
- Scritto da: Bryan Fuller, Steve Lightfoot & Nick Antosca

### Trama
Dolarhyde, per evitare che il Drago uccida McClane, inscena il suo suicidio consentendo a Reba di fuggire con la convinzione che egli sia morto. Successivamente aggredisce Graham nella stanza del motel e dopo aver constatato che Lecter lo ha tradito chiede a Will come può incontrarlo. Crawford e il resto della squadra scoprono rapidamente che il corpo trovato nella villa di Dolarhyde non era il suo. Per catturare Dolarhyde, Graham suggerisce di usare come esca Lecter fingendo un'evasione dall'ospedale. Durante una seduta con Du Maurier, Graham le rivela di voler aiutare Lecter a fuggire; Bedelia esprime tutta la sua preoccupazione per le conseguenze che quella azione può avere sulle loro vite. Lecter accetta di prendere parte al piano ma a condizione che Graham glielo chieda personalmente. Crawford rivela a Bloom che il loro scopo è di uccidere sia Lecter che Dolarhyde. Durante l'attuazione del piano, il convoglio di Lecter viene inaspettatamente assalito da Dolarhyde che uccide tutte le guardie risparmiando Graham e Lecter e permettendo loro di fuggire. I due si recano alla casa sulla scogliera dove Lecter aveva già tenuto come prigioniere Abigail Hobbs e Miriam Lass. Lì, Dolarhyde li attacca di nuovo, spara a Lecter nello stomaco e accoltella Graham in viso. Graham e Lecter riescono a sopraffare Dolarhyde e a pugnalarlo a morte. Graham abbraccia Lecter e trascina entrambi giù dalla scogliera. In una scena dopo i titoli di coda, Du Maurier è seduta ad un tavolo apparecchiato per tre persone in attesa degli altri commensali; la sua gamba sinistra amputata, è cucinata e servita al centro della tavola.
- Guest star: Richard Armitage (Francis Dolarhyde), Rutina Wesley (Reba McClane), Raúl Esparza (Dr. Frederick Chilton), Katharine Isabelle (Margot Verger).
- Altri interpreti: Alana Bridgewater (Inserviente).